# Skyddsrummet Johannes

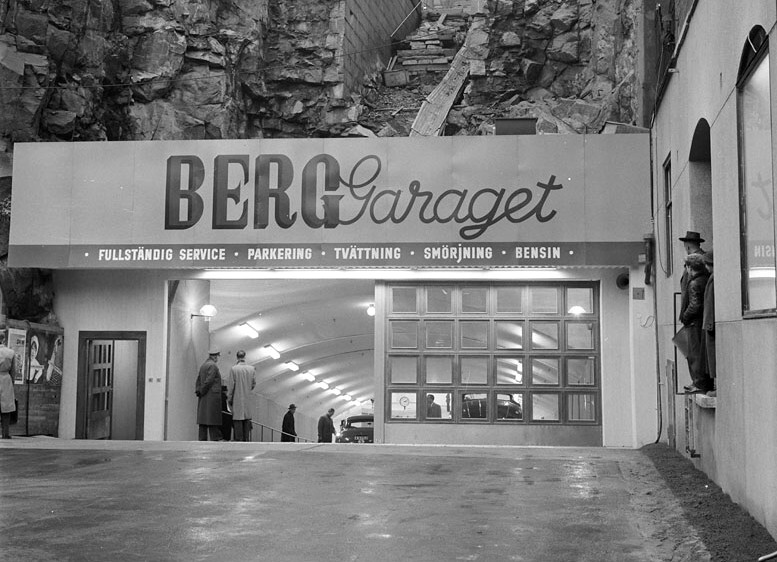
"Berg Garaget" vid invigningen 1955.

Skyddsrummet Johannes (även Philipsonsgaraget) är efter Katarinabergets skyddsrum Stockholms näst största skyddsrum för civilbefolkning. Det ligger under Sankt Johannes kyrka under Brunkebergsåsen på Norrmalm. Skyddsrummet har en yta av 7 400 m² och används i fredstid som parkeringshus med ingång från Regeringsgatan 109. När anläggningen invigdes 1955 var det världens första fullt färdiga atombombssäkra civila skyddsrum för cirka 10 000 personer.

## Bakgrund
Eftersom svenska regeringen befarade ett kärnvapenangrepp mot Sverige och speciellt Stockholm anlades under 1950- och 1960-talen flera stora skyddsrum för civilbefolkningen i Stockholm. Samtidigt försökte Stockholms stad öka antal parkeringsplatser för stadens allt fler bilar. Bland dessa skyddsrum med dubbel funktion finns "Skyddsrummet Johannes/Philipsonsgaraget" (yta 7 400 m²) som blev det första, "Skyddsrummet Skravelberget", (yta 6 930 m²), "Skyddsrummet Klara/Vattugaraget" (yta 6 650 m²) och det största; "Katarinabergets skyddsrum/P-hus Slussen" (yta 15 900 m²) för cirka 20 000 personer.

## Bygget

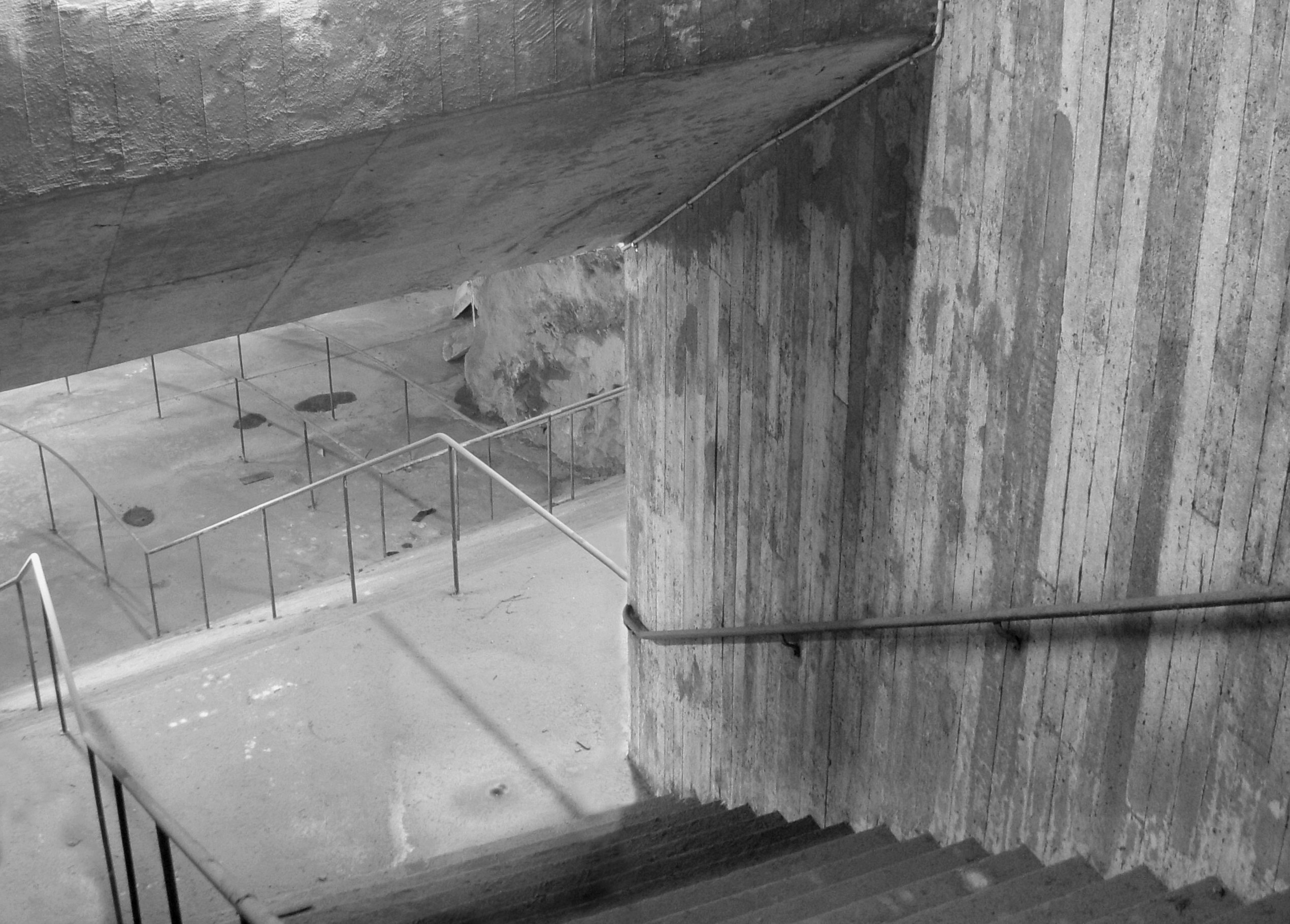
Inrymningstrappan från Kammakargatan

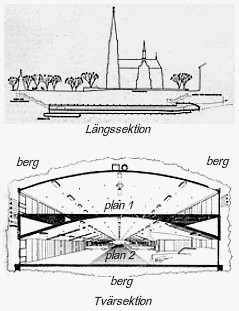
Ritning, längd- och tvärsektion.

I september 1954 fastställdes en ny stadsplan för området som möjliggjorde anläggande av skyddsrum under Johannes kyrka och under delar av intilliggande gator och kvarter.
Byggnadsverket är ett så kallat ”bergfast skyddsrum” och utfördes som en fristående bunker i två våningar inne i bergrummet. Huvudtunneln är cirka 170 meter lång med invändig bredd på 15,50 meter. Den södra delen består av två parallella tunnlar. Anläggningen sträcker sig i nord-sydlig riktning under Sankt Johannes kyrka och en del av kyrkogården.
Förutom huvudinfarten finns flera inrymningsvägar via trappor, några är förseglade och öppnas först i akut läge, en av dem döljer sig exempelvis under gräsmattan i kyrkogårdens södra del. En annan gömmer sig bakom några större träportar i kyrkogårdens stödmur mittemot Kammakargatan 10, där flera breda trapplopp leder ner i djupet. Enligt då gällande dimensioneringsberäkning (0,75 m²/person) kunde i krigsfall cirka 10 000 personer söka skydd här.
Skyddsrummet Johannes invigdes i november 1955 av “motorprinsen” Prins Bertil. Då hette anläggningen Berggaraget och var ett allmänt parkeringshus. Skyddsrummet var då det första fullt färdiga av sitt slag inte bara i Sverige utan även i världen. ”Det står på höjden av vad modern teknik kan åstadkomma” skrevs det i Tidskrift för Sveriges civilförsvar nr 11, 1955.
Ingången till huvudtunneln kunde i krigsfall avskiljas från omvärlden med tunga detonationsportar bestående av 35 cm tjock betong. De rullades fram i sidled och på anslagssidan finns några kraftiga stålfjädrar som dämpning. Portarna står kvar bakom några skyddsplåtar, kvar är också de betongfyllda stötvågsdörrarna. Två år efter Skyddsrummet Johannes invigdes Katarinabergets skyddsrum på Södermalm, som då var världens största atombombssäkra skyddsrum för civilbefolkning.
I likhet med flera andra parkeringshus i bergrum, som uppfördes under 1950- och 1960-talen i Stockholm, kunde garaget inom 48 timmar förvandlas till ett atombombssäkert skyddsrum. Namnet ”Philipsonsgaraget” härrör från den tid då anläggningen nyttjades av Mercedes-Benzimportören Philipsons. Idag (2012) tillhandahåller "Q-Park" här 165 p-platser.

## Nutida bilder

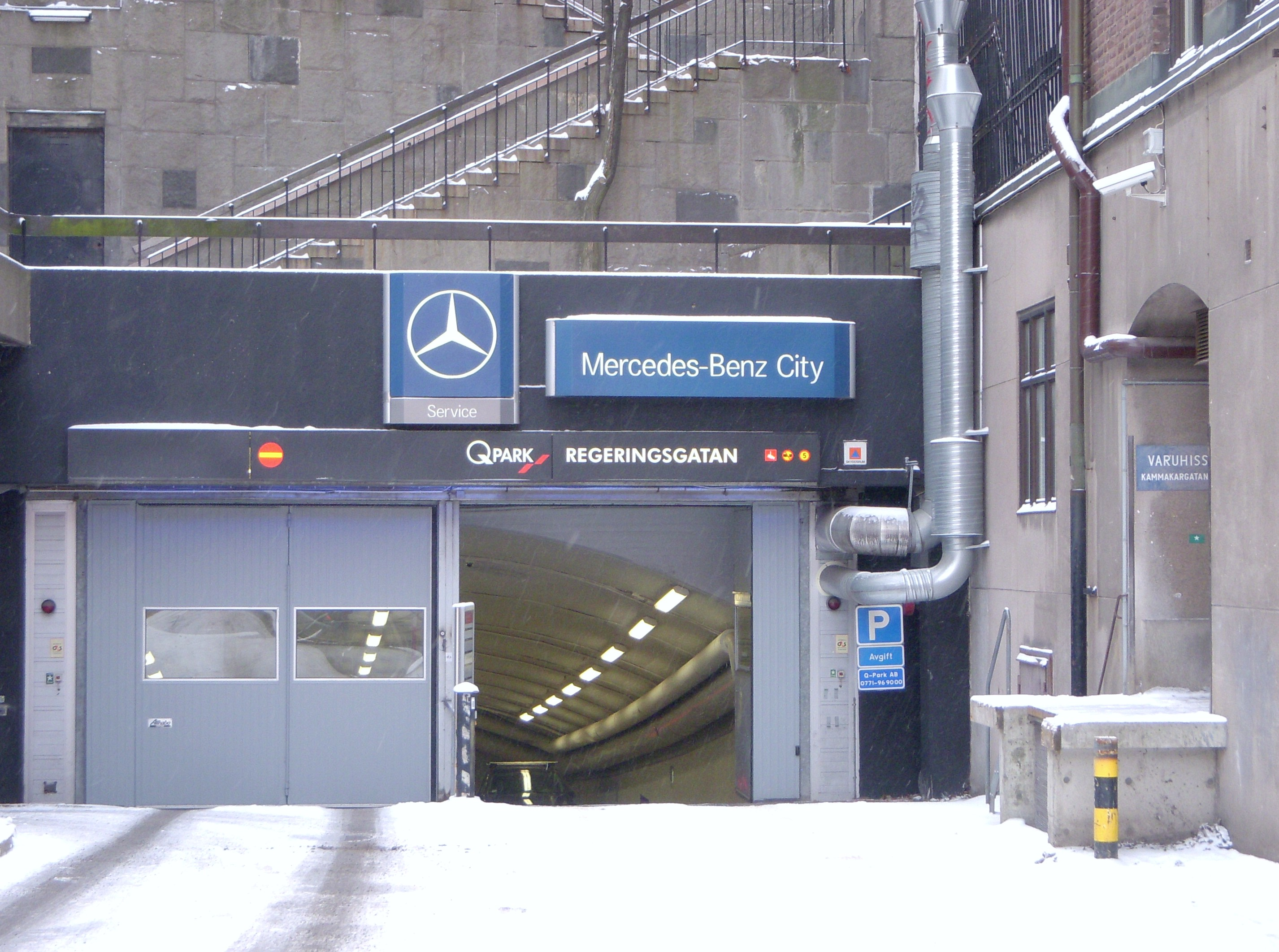
Infart i februari 2012
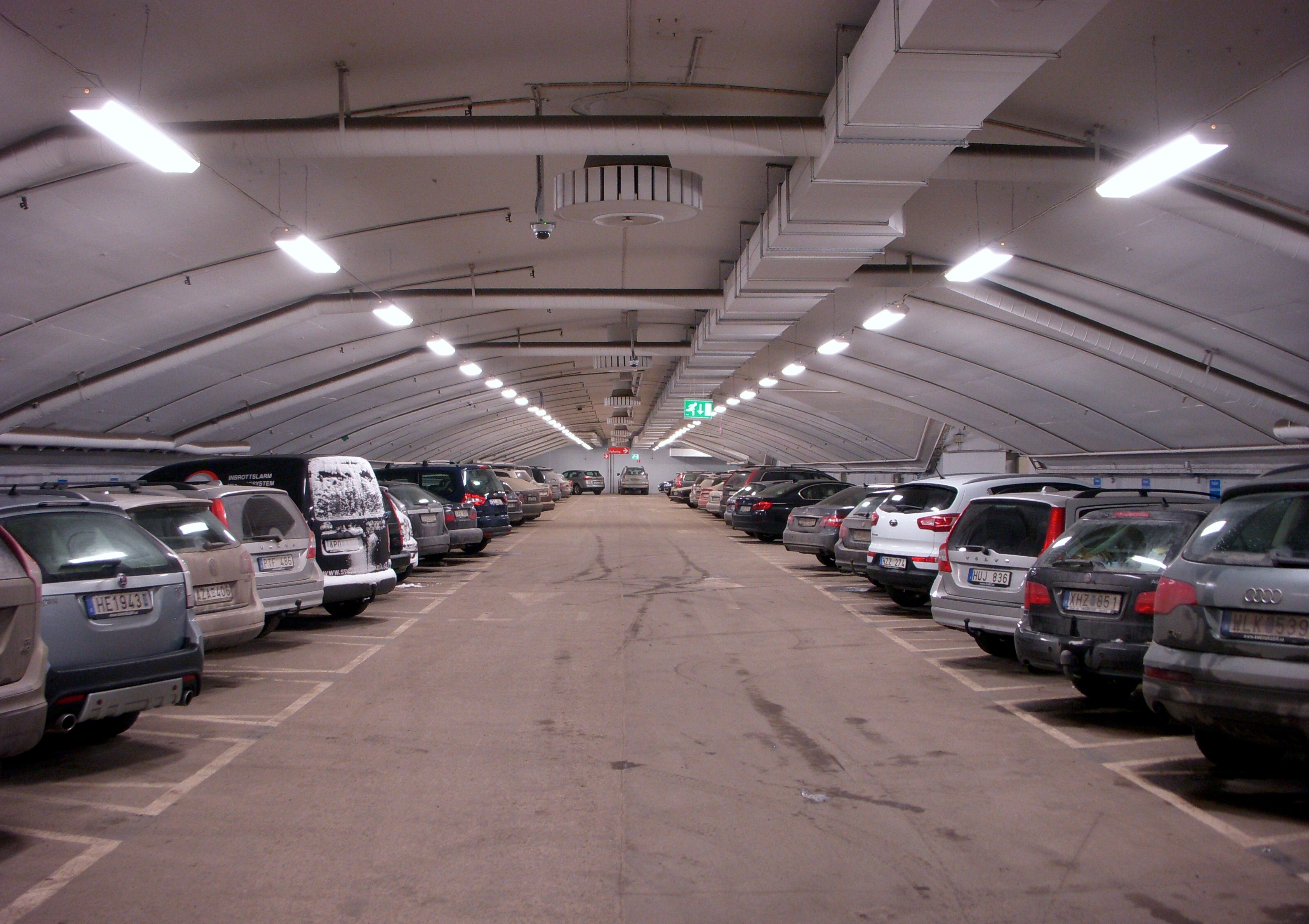
Övre planet
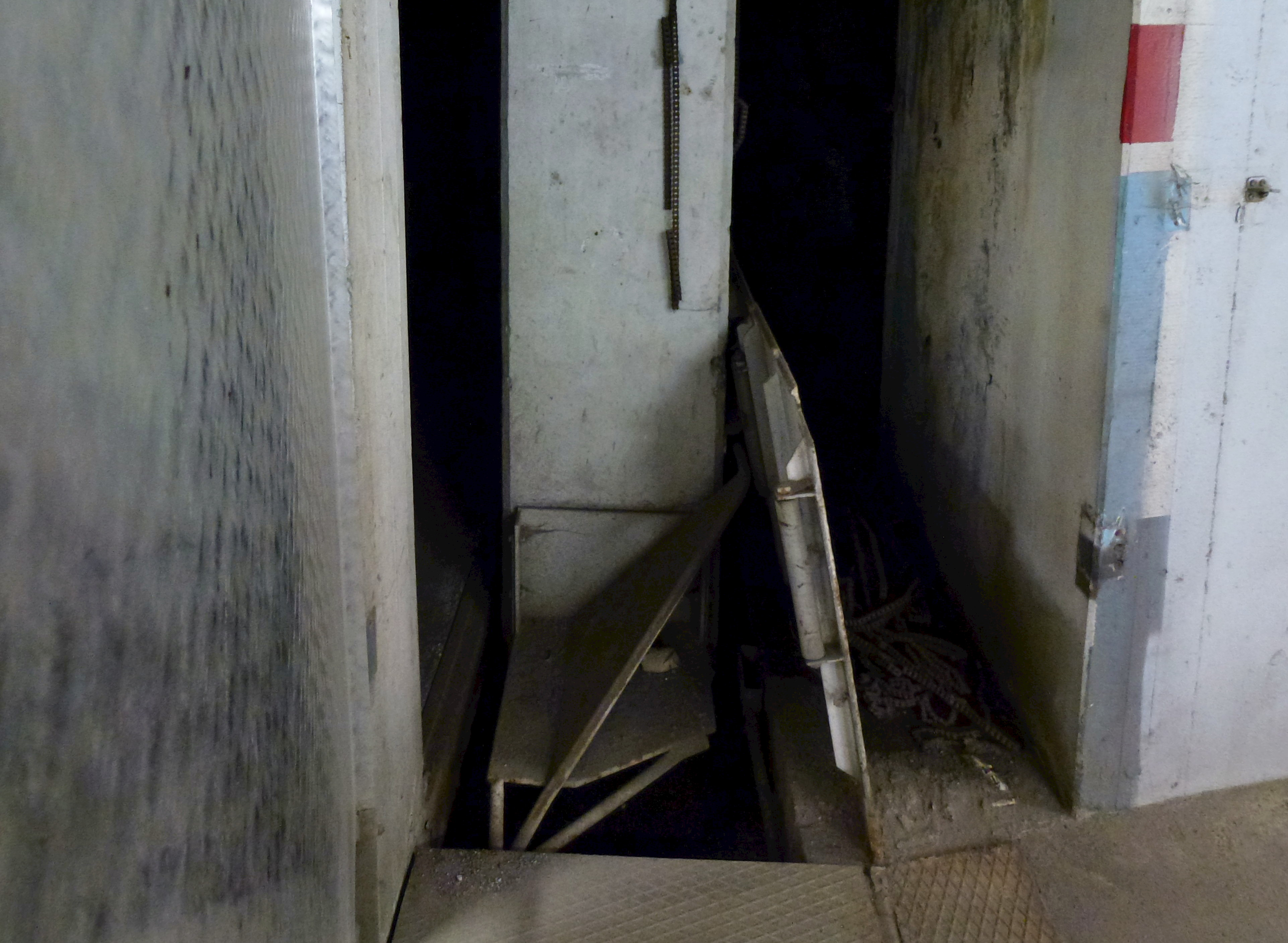
Detonationsport, nedre del med golvstyrning
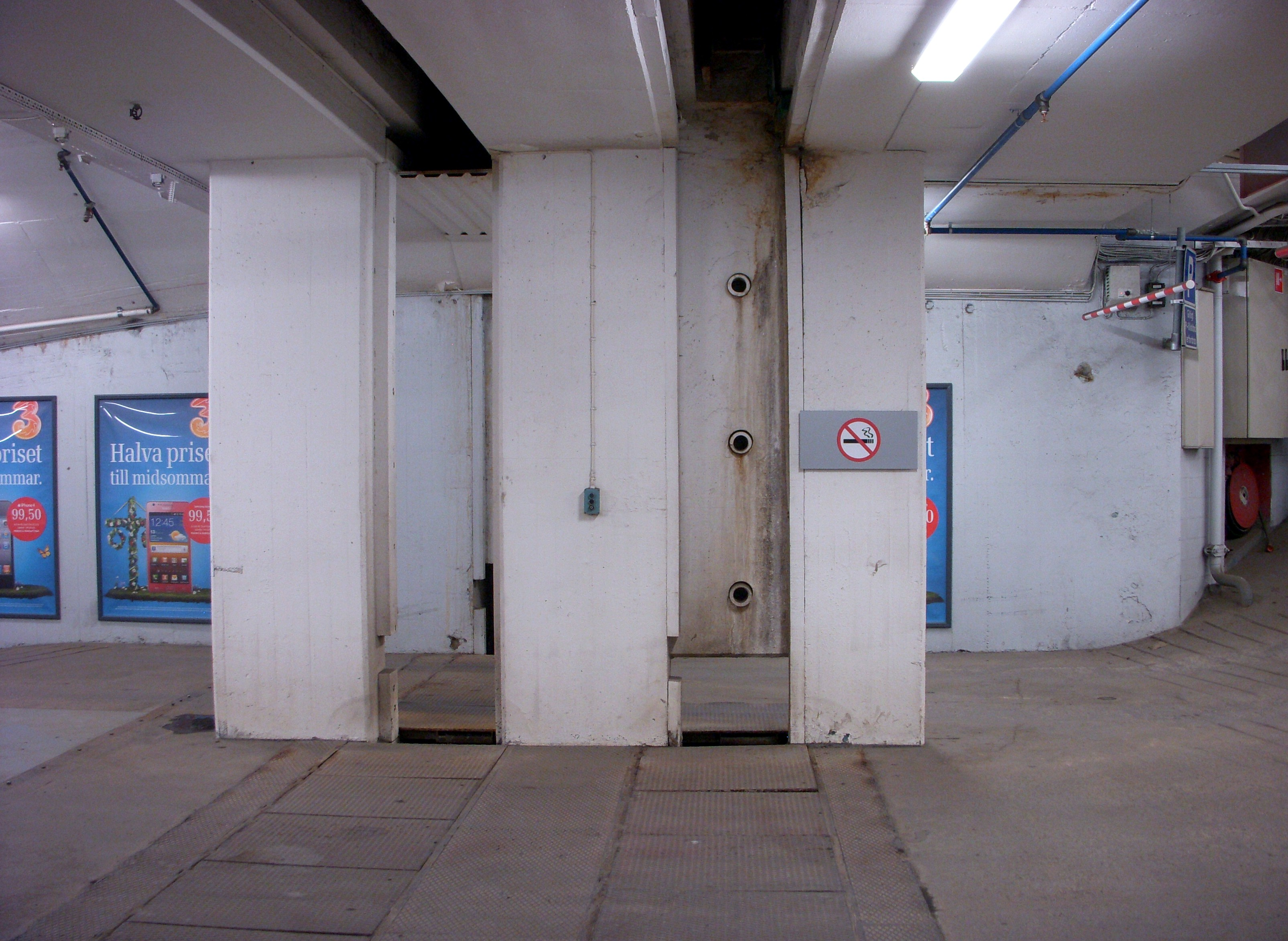
Detonationsportarna, anslagssida

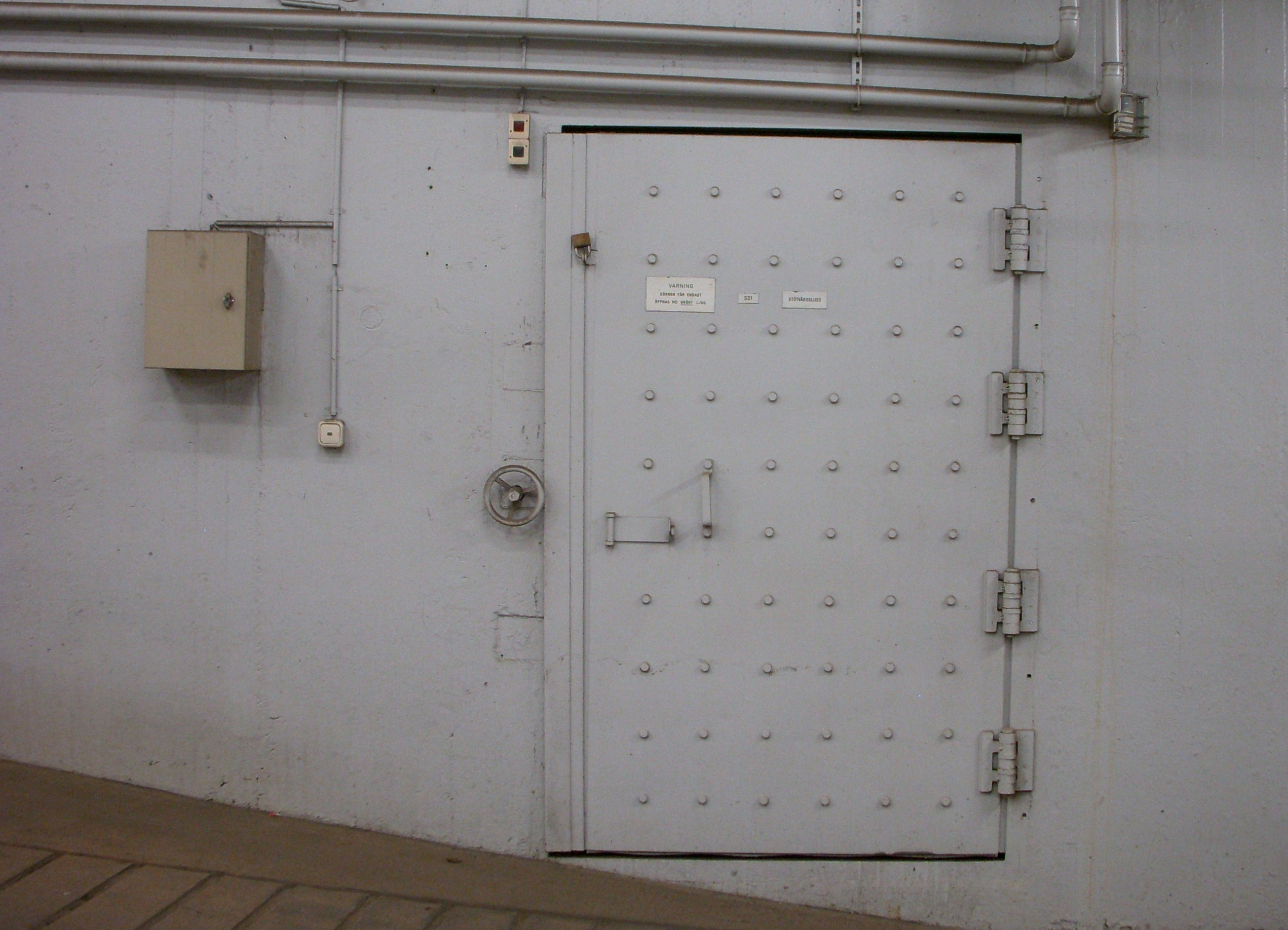
Stötvågsdörr
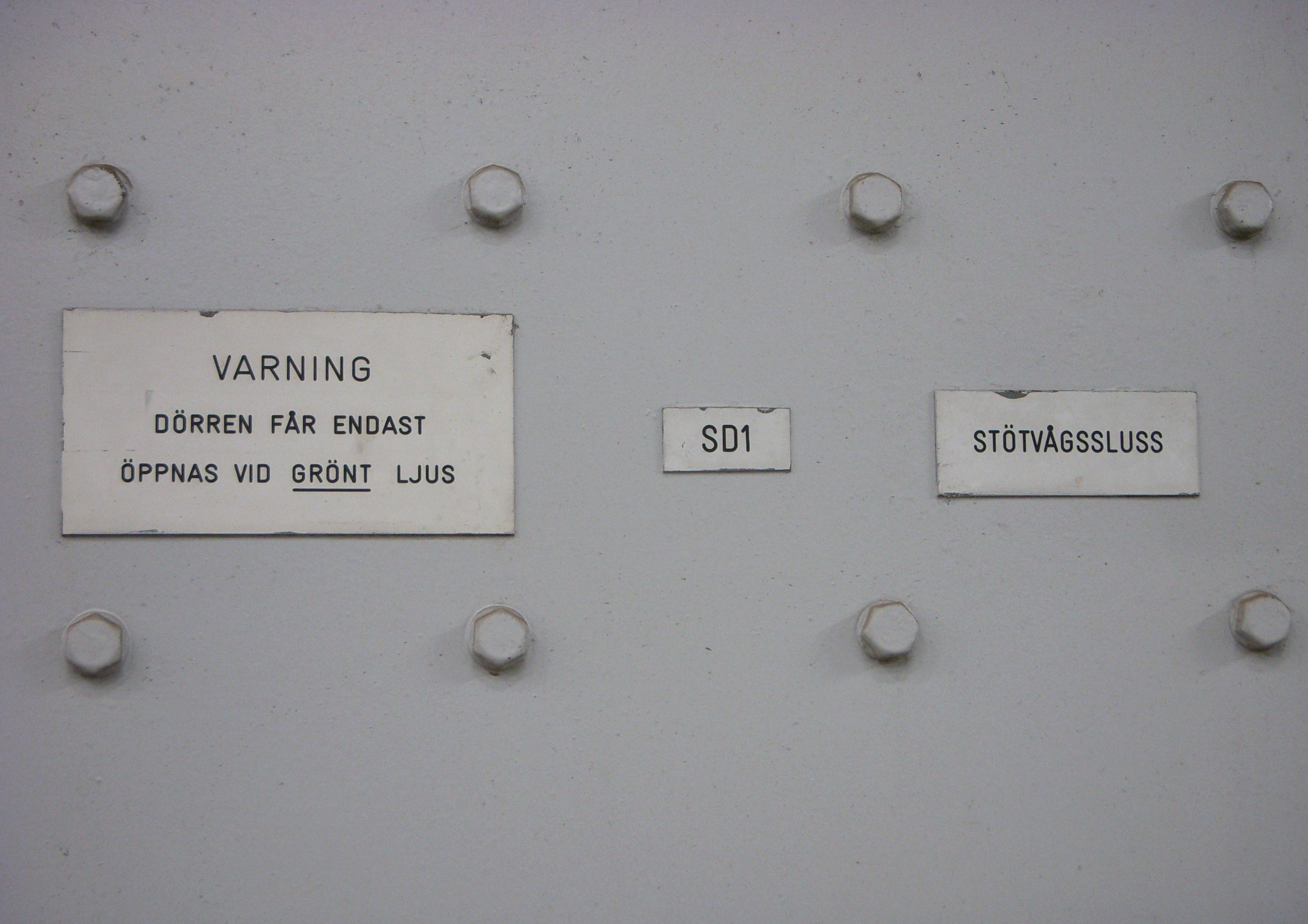
Stötvågsdörr, skyltar
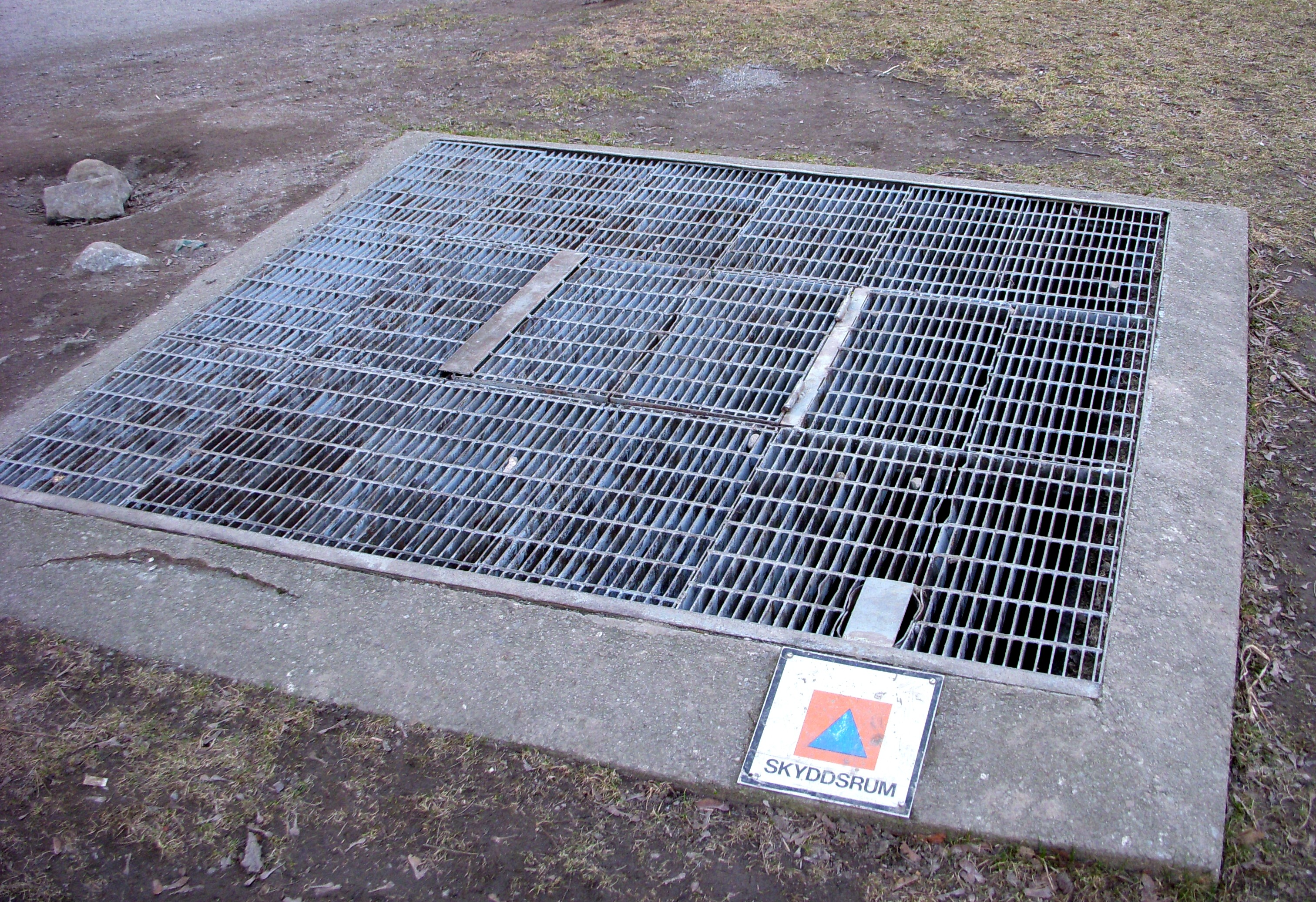
Dold inrymningsväg på Johannes kyrkogård
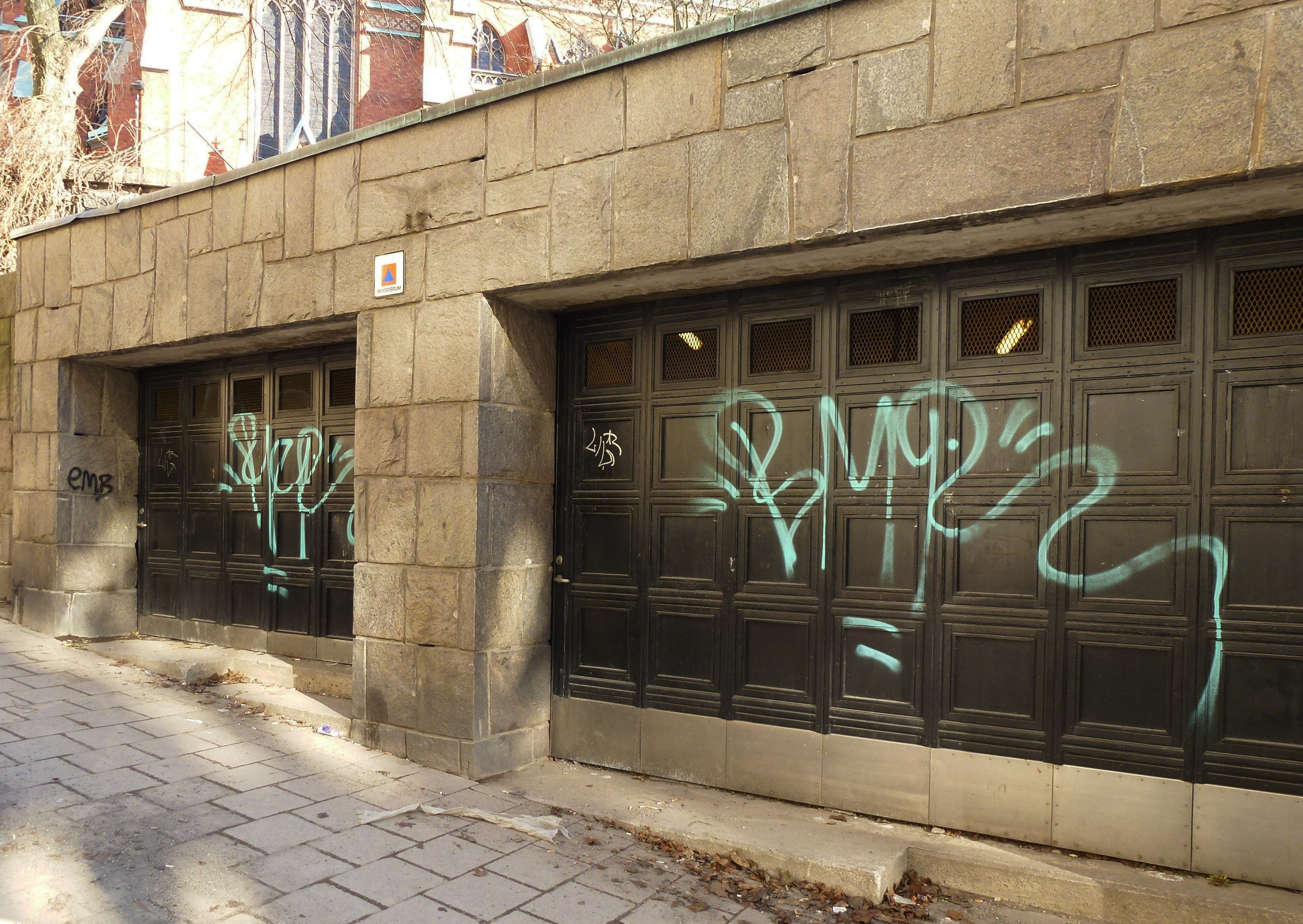
Portar som döljer inrymningstrappan från Kammakargatan